# Тарнова (Вжесінський повіт)
Тарнова (пол. Tarnowa) — село в Польщі, у гміні Пиздри Вжесінського повіту Великопольського воєводства.
Населення — 199 осіб (2011).
У 1975-1998 роках село належало до Конінського воєводства.

## Демографія
Демографічна структура станом на 31 березня 2011 року:
|          | Загалом | Допрацездатний вік | Працездатний вік | Постпрацездатний вік |
| -------- | ------- | ------------------ | ---------------- | -------------------- |
| Чоловіки | 91      | 30                 | 55               | 6                    |
| Жінки    | 108     | 22                 | 59               | 27                   |
| Разом    | 199     | 52                 | 114              | 33                   |